# 英特尔主动管理技术
英特尔主动管理技术（英語：Intel Active Management Technology，缩写AMT）是一個以硬體為基礎的遠端管理技術，它是Intel vPro技術的一部分。這項技術主要是讓IT人員可以從透過带外管理網路連線來发现、修復和保護台式机、筆記型電腦、工作站或伺服器。

## 质疑
硬件安全专家Damien Zammit在BoingBoing博客网站指出Intel在部分CPU内建了一个无法被禁用的名为Intel管理引擎（Intel Management Engine）的子系统来运行AMT，该子系统运行在Intel处理器内，是独立于计算机自身的闭源操作系统，能够直接访问计算机上的存储器并通过Intel的网络接口创建TCP/IP服务器使AMT具备远程控制功能，无论计算机的自身操作系统是否运行了防火墙，而且计算机即使在休眠情况下也能以极低的功耗运行，Zammit指出该子系统封闭源代码且系统固件采用RSA 2048位算法加密，无法审计其安全性，也无法判断其是否为NSA的所谓后门，如果系统代码被恶意盗用，每台使用Intel处理器且连接互联网的计算机，都可能使子系统成为暴露的Rootkit。

## 外部連結
- 英特尔主动管理技术官方網頁 （页面存档备份，存于）（简体中文）